# Ginyola
Una llinyola (col·loquialment pronunciat 'ginyola' o 'nyinyola'), llendera o cordell és una eina que s'empra en diferents oficis per marcar línies rectes. En la construcció de marges i parets de pedra en sec s'empra per anar alineant les pedres de manera correcta. També s'empra per alinear plantes o per marcar en el terreny la planta d'una construcció. Els fusters empraven la llinyola per marcar línies rectes damunt una fusta que s'havia de serrar o obrar d'una altra manera.

## Matèria primera
Tradicionalment la llinyola o llendera és feta d'un cordill prim i fort de fibres naturals (margalló -Chamaerops humilis-, pita -Agave americana- o espart -Stipa tenacissima-) i actualment s'hi fan servir fibres sintètiques.

## Maneig
En la construcció de paret seca, es ferma el cordill als extrems d'una pedra del marge i col·locant un tronquet entre el fil i la pedra, per evitar així que quan es van col·locant les pedres es mogui.
En la fusteria i construcció, s'impregnava la llinyola amb un tint, com l'almangre, i quan el cordill estava tesat, s'amollava en sec i el tint quedava marcat a la superfície. També es tirava guix damunt la llinyola col·locada al terra.